# Mistrzostwa Europy w Lekkoatletyce 2010 – bieg na 10 000 m mężczyzn
Bieg na 10 000 metrów mężczyzn – jedna z konkurencji rozegranych podczas lekkoatletycznych mistrzostw Europy na Estadi Olímpic Lluís Companys w Barcelonie.
W konkurencji wystąpił jeden reprezentant Polski Marcin Chabowski.

## Terminarz
| Data     | Godzina |       |
| -------- | ------- | ----- |
| 27 lipca | 21:05   | Finał |

## Rekordy
Tabela prezentuje rekord świata, Europy oraz czempionatu Starego Kontynentu, a także najlepsze rezultaty w Europy i na świecie w sezonie 2010 przed rozpoczęciem mistrzostw.
| Rekord świata            | Kenenisa Bekele  | 26:17,53 | Bruksela  | 26 sierpnia 2005 |
| Rekord Europy            | Mohammed Mourhit | 26:52,30 | Bruksela  | 3 września 1999  |
| Rekord mistrzostw Europy | Martti Vainio    | 27:30,99 | Praga     | 29 sierpnia 1978 |
| Listy światowe           | Chris Solinsky   | 26:59,60 | Palo Alto | 1 maja 2010      |
| Listy europejskie        | Mohamed Farah    | 27:28,96 | Marsylia  | 5 czerwca 2010   |

## Rezultaty
| Poz. – pozycja \| CR – rekord mistrzostw \| NR – rekord kraju \| PB – rekord życiowy \| DNS – nie wystartował \| DNF – nie ukończył |
| SB – najlepszy wynik w sezonie \| EL – najlepszy wynik w tym sezonie w Europie                                                      |

### Finał
Do zawodów przystąpiło 26 zawodników z 17 krajów.
| Poz. | Zawodnik             | Reprezentacja   | Czas     | Uwagi |
| ---- | -------------------- | --------------- | -------- | ----- |
|      | Mohamed Farah        | Wielka Brytania | 28:24.99 |       |
|      | Chris Thompson       | Wielka Brytania | 28:27.33 |       |
|      | Daniele Meucci       | Włochy          | 28:27.33 |       |
| 4    | Ayad Lamdassem       | Hiszpania       | 28:34.89 |       |
| 5    | Carles Castillejo    | Hiszpania       | 28:49.69 | SB    |
| 6    | Christian Belz       | Szwajcaria      | 28:54.01 | SB    |
| 7    | Andrea Lalli         | Włochy          | 29:05.20 |       |
| 8    | Youssef El Kalay     | Portugalia      | 29:07.61 |       |
| 9    | Christian Glatting   | Niemcy          | 29:09.84 |       |
| 10   | Abdellatif Meftah    | Francja         | 29:14.74 |       |
| 11   | Marcin Chabowski     | Polska          | 29:15.65 |       |
| 12   | Jan Fitschen         | Niemcy          | 29:16.59 |       |
| 13   | Jussi Utriainen      | Finlandia       | 29:16.87 |       |
| 14   | Sondre Nordstad Moen | Norwegia        | 29:19.63 |       |
| 15   | Filmon Ghirmai       | Niemcy          | 29:28.31 |       |
| 16   | Sciapan Rahaucou     | Białoruś        | 29:40.19 |       |
| 17   | Matti Räsänen        | Finlandia       | 29:45.95 |       |
| 18   | Pawieł Szapowałow    | Rosja           | 29:50.02 |       |
| 19   | José Rocha           | Portugalia      | 29:50.41 |       |
| 20   | Moges Tesseme        | Izrael          | 29:50.78 |       |
| 21   | Marius Ionescu       | Rumunia         | 30:21.76 |       |
| 22   | Kemal Koyuncu        | Turcja          | 30:28.83 |       |
|      | Manuel Ángel Penas   | Hiszpania       | DNF      |       |
|      | Monder Rizki         | Belgia          | DNF      |       |
|      | Michael Schmid       | Austria         | DNF      |       |
|      | Rui Silva            | Portugalia      | DNF      |       |